# Killeen
Killeen je město v okrese Bell County ve státě Texas ve Spojených státech amerických. Jde o 19. největší město v Texasu. Nachází se asi 26 kilometrů od Beltonu, správního města okresu Bell.
K roku 2020 zde žilo 153 095 obyvatel. S celkovou rozlohou 144km² byla hustota zalidnění 1 068 obyvatel na km². Nachází se asi 90 kilometrů severně od Austinu, 200 kilometrů jihozápadně od Dallasu a rovněž 200 kilometrů jihovýchodně od San Antonia. Ve městě převládá vlhké subtropické podnebí.